# Martín Rejtman
Martín Rejtman (Buenos Aires, 3 de enero de 1961) es un cineasta, guionista y escritor argentino.

## Trayectoria fílmica y literaria
Martín Rejtman nació el 3 de enero de 1961 en la ciudad de Buenos Aires, Argentina. Estudió Cine en la Escuela Panamericana de Arte de Buenos Aires, y en 1981 se trasladó a los Estados Unidos para estudiar Dirección en la Universidad de Nueva York. En cine trabajó como asistente de dirección en Argentina y en Italia, como asistente de montaje en los estudios de Cinecittà. Mientras que, como escritor, publicó 4 libros de cuentos, Rapado (1992), Velcro y yo (1996), Literatura y otros cuentos (2005), Tres cuentos (2012) y fue guionista de sus largometrajes. En 2020 Rejtman recibió el premio Eurimages entregado por el Festival de Cine de San Sebastián por su filme El repartidor está en camino.

## Filmografía

### Largometrajes
- 1988: Sistema español
- 1996: Rapado
- 1999: Silvia Prieto
- 2003: Los guantes mágicos
- 2009: Entrenamiento elemental para actores
- 2014: Dos disparos
- 2020: El repartidor está en camino
- 2023: La práctica

### Cortometrajes
- 1982: Just a Movie
- 1986: Doli vuelve a casa
- 1987: Sitting On A Suitcase
- 2019: Shakti

### Documentales
- 2006: Copacabana

## Obra

### Cuentos
- 1992: Rapado
- 1996: Velcro y yo
- 2005: Literatura y otros cuentos
- 2012: Tres cuentos

## Premios

### Festival Internacional de Cine de San Sebastián
| Año  | Categoría        | Película                     | Resultado |
| ---- | ---------------- | ---------------------------- | --------- |
| 2020 | Premio Eurimages | El repartidor está en camino | Ganador   |